# گواهینامه بین‌المللی کاربری کامپیوتر

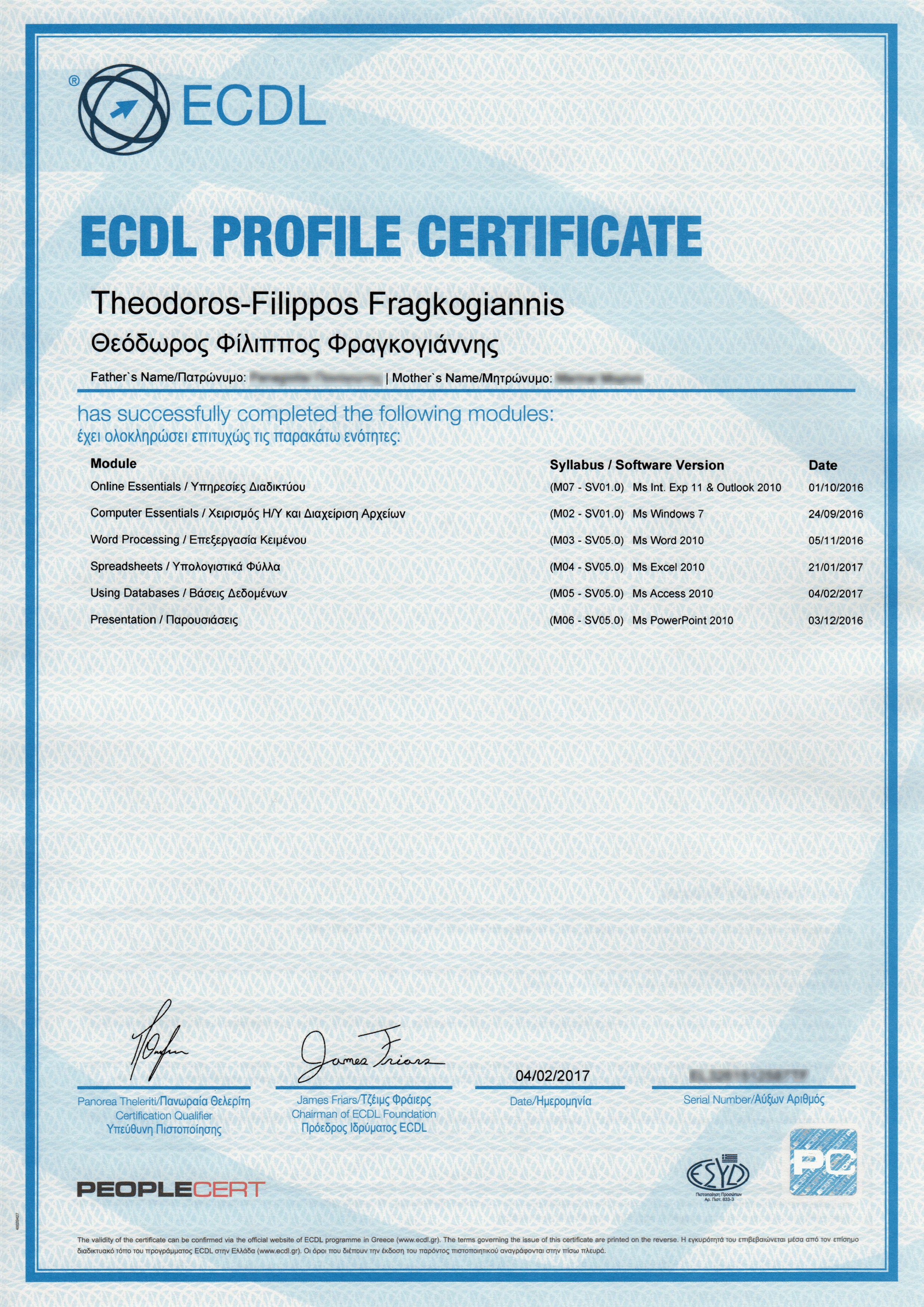
گواهی ECDL Profile صادر شده در یونان در فوریه 2017.

گواهینامه بین‌المللی کاربری کامپیوتر یا ICDL که با عنوان گواهینامه اروپایی کاربری کامپیوتر یا ECDL نیز شناخته می‌شود، گواهینامه‌ای بین‌المللی برای کاربری رایانه است که توسط بنیاد ای‌سی‌دی‌ال ارائه شده و دریافت آن به معنی رسیدن به درجه‌ای از مهارت در کار با رایانه است که فرد توانایی‌های اصلی و مهارت‌های مقدماتی کار با رایانه را دارد. آی‌سی‌دی‌ال دارای دو سطح است و مدرک آن در سراسر جهان اعتبار دارد. یادگیری آی‌سی‌دی‌ال بسیار آسان می‌باشد و فقط نیاز به شناخت نرم‌افزاری و سخت‌افزاری رایانه دارد.
گواهینامه بین‌المللی کاربری کامپیوتر که به اختصار ICDL (International Computer Driving Licence) نامیده می‌شود، یک مدرک معتبر بین‌المللی است که مهارت‌های پایه و کاربردی کار با کامپیوتر را تایید می‌کند. این گواهینامه توسط بنیاد ICDL (The ICDL Foundation) ارائه می‌شود و در بسیاری از کشورهای جهان به عنوان معیار سنجش توانایی‌های دیجیتال شناخته شده است.

## هدف گواهینامه
هدف اصلی ICDL ارتقاء مهارت‌های دیجیتال افراد و افزایش توانایی آنها در استفاده موثر و ایمن از کامپیوتر و نرم‌افزارهای کاربردی است. این گواهینامه به افراد کمک می‌کند تا در محیط‌های کاری و تحصیلی به شکل بهتری از فناوری اطلاعات بهره‌مند شوند.

## سرفصل‌های آموزشی
دوره‌های ICDL معمولاً شامل چندین ماژول آموزشی هستند که مهم‌ترین آنها عبارت‌اند از:
- مبانی فناوری اطلاعات
- استفاده از سیستم‌عامل‌ها
- واژه‌پرداز (مانند Microsoft Word)
- صفحه‌گسترده (مانند Microsoft Excel)
- ارائه مطلب (مانند Microsoft PowerPoint)
- اینترنت و ارتباطات
- اصول امنیت اطلاعات

## اهمیت و کاربرد
داشتن گواهینامه ICDL در بسیاری از سازمان‌ها و شرکت‌ها به عنوان یک امتیاز مثبت در استخدام و ارتقاء شغلی محسوب می‌شود. همچنین این مدرک باعث افزایش اعتماد به نفس افراد در کار با ابزارهای دیجیتال می‌شود.